# Волоховское
Волоховское (укр. Волохівське), поселок, 
Белоколодезский поселковый совет,
Волчанский район,
Харьковская область.
Код КОАТУУ — 6321655301. Население по переписи 2001 г. составляет 209 (106/103 м/ж) человек.

## Географическое положение
Посёлок Волоховское находится в начале балки Караичный Яр, в 5-и км от пгт Белый Колодезь.

## История
- 1938 - дата основания.

## Экономика
- В селе есть свинотоварная ферма.